# Ahi ma'a
Un ahi ma'a, ahima'a (del tahitiano ahi ‘fuego’ y ma'a ‘comida’), u horno tahitiano es un horno de tierra para cocer alimentos, generalmente rellenos, típico de Tahití y otras islas de la Polinesia. También se refiere a la técnica culinaria y a la comida preparada en este horno. Consiste en un agujero excavado en el suelo de 50 a 80 cm (centímetros) de profundidad y 2 m (metros) de diámetro, en el fondo del cual se coloca madera, cocos secos cubiertos de piedras volcánicas y porosas; al prenderse, la madera se consume y las piedras se calientan hasta colorearse de rojo. Luego se tapa con hojas de plátanos verdes y encima se coloca el alimento, también cubierto con hojas de plátano o de majagua (Hibiscus tiliaceus) húmedas y/o tejidas sobre una capa de tierra o arena.
Algunos alimentos de la gastronomía tahitiana típicamente cocinados en un ahi ma'a son: el pua oviri (jabalí), el uru (frutipán), el taro, la banana fe'i (especie de plátano de color anaranjado que sólo se consume cocido), eia (pescado), poe (especie de postre gelatinoso que se envuelve en pequeños paquetes en hojas de plátano), fafa (una especie de espinaca local) o yuca.
Tradicionalmente, el ahi ma'a se prepara los sábados para abrirse al día siguiente, y se sirve tras la misa del domingo.

## Galería
|                          |
| Preparación del ahi ma'a |

|                                       |
| Calefacción de las piedras volcánicas |

|                           |
| Uru en el horno tahitiano |

|                    |
| Apertura del horno |

|                                        |
| Preparación de comida antes de cocinar |

|                           |
| Comida al final del horno |

|                                |
| Batatas en una hoja de plátano |